# Blackburneus microreticulatus
Blackburneus microreticulatus är en skalbaggsart som beskrevs av Bengt-Olof Landin 1967. Blackburneus microreticulatus ingår i släktet Blackburneus och familjen Aphodiidae. Inga underarter finns listade.